# Dvorec Novo Celje
Dvorec oz. graščina Novo Celje je baročni dvorec, ki stoji v naselju Novo Celje na ravnici jugovzhodno od Žalca v Spodnji Savinjski dolini, južno od regionalne ceste Celje–Žalec. Obdaja ga park. Z ohranjeno izvorno podobo in urbanistično zasnovo iz sredine 18. stoletja velja za vrh baročne umetnosti na Slovenskem.
V osnovi je stavba trinadstropna, z vmesno etažo (mezaninom) med pritličjem in pianom nobile ter še eno etažo z značajem mezanina nad pianom nobile. Glavna fasada s trinajstimi osmi in tremi rizaliti je obrnjena proti severu. V pritličju osrednjega, triosnega rizalita je glavni portal, ki s polkrožnim zaključkom sega v prvi mezanin. Osrednja os južne fasade nosi masiven podstavek stolpiča z uro. Osrednji del stavbe je svečana dvorana z razkošno opremo v pianu nobile.
Posest je od leta 1995 v lasti Občine Žalec in namenjena kulturnim ter drugim prireditvam. Občina je obnovila vhodno avlo in kapelo ter restavrirala nekaj štukatur, v preostanku zgradbe pa opravlja le najnujnejša vzdrževalna dela. Temeljitejša prenova zaenkrat ni v načrtu.

## Zgodovina
- Južna fasada
- Glavni portal s kipoma Samsona in Herkula na podstavkih
- Herkul stoji desno od glavnega vhoda v graščino
- Zlati križ stoji ob križišču, kjer se dovozna cesta v dvorec Novo Celje odcepi od regionalne ceste Žalec-Celje.
- Spominska plošča, ki opozarja na usmrtitev duševnih bolnikov iz Novega Celja

Dvorec Novo Celje je dal postaviti Anton grof Gaisruck, zaupnik in dvorni funkcionar takratne cesarice Marije Terezije, ki je leta 1752 odkupil zemljiško posestvo Prunberg (Plumberg). Obstoječi dvorec je bil v slabem stanju, zato ga je dal podreti in vzporedno postaviti novega. Načrte zanj je naredil arhitekt Matija Persky, gradnjo je vodil stavbni mojster Lovrenc Prager, pri gradnji in opremljanju pa so sodelovali številni umetniki. Naročnik ga je dal postaviti kot reprezentančno podeželsko bivališče, ki bi ponazarjalo njegov družbeni status, pri tem pa je prekoračil svoje finančne zmožnosti in zapadel v dolgove. Gradnja se je zaradi različnih razlogov zavlekla vsaj do leta 1763. Ne naročnik, ne arhitekt izgradnje nista dočakala, saj sta umrla v začetku 1760. let, nakar je stavbo in dolgove podedoval Antonov brat, Janez Karel grof Gaisruck. Ta je dvorec opremljal še vse do svoje smrti leta 1770.
V prvi polovici 19. stoletja je rodbina Gaisruck obubožala, nakar je posest večkrat menjala lastnike. Nekaj časa je bil njen lastnik Jožef Ludvik Hausmann, v dvorcu je takrat živela tudi njegova hči Fany Hausmann, prva slovenska pesnica. 
Jožef Ludvik Hausmann je leta 1842 na križišču, kjer se dovozna cesta do dvorca odcepi od regionalne ceste Žalec-Celje postavil zlat križ. Zlati križ so leta 2006 obnovili.
Kasneje so na njenih posestvih začeli gojiti hmelj po zgledu južnonemške dežele Baden-Württemberg, kar je bil začetek hmeljarstva na Slovenskem.  Leta 1930 je lastništvo prešlo na Dravsko banovino, ki je dvorec Novo Celje preuredila v umobolnico. Prejšnji lastnik, baron Turkovič, je že pred tem razprodal večino inventarja, ob preurejanju pa je bil odstranjen velik del bogate stavbne opreme, del katere je končal v Narodnem muzeju.
Med drugo svetovno vojno (junija 1941) je nemška vojska iz umobolnice odpeljala in likvidirala paciente
v plinskih celicah na gradu Hartheim
v bližini Linza, dvorec pa spremenila v lazaret za lastne potrebe. Občina Žalec je ob vhodu obeležila ta dogodek s spominsko ploščo. Tudi po vojni je bil dom raznih zdravstvenih ustanov, leta 1983 pa ga je prevzela organizacija Hmezad Agrina Žalec, od katere ga je leta 1995 odkupila žalska občina, ki ga od takrat postopoma obnavlja. Leta 1998 je bil razglašen za kulturni spomenik lokalnega pomena.